# The Great Impersonation (film, 1942)
Pour les articles homonymes, voir The Great Impersonation.
The Great Impersonation est un film américain réalisé par  John Rawlins et sorti en 1942.

## Fiche technique
- Réalisation : John Rawlins
- Scénario : Scott Darling, d'après une nouvelle de E. Phillips Oppenheim
- Production : Universal Pictures Company
- Image : George Robinson
- Montage : Russell F. Schoengarth
- Durée : 70 minutes
- Date de sortie : 18 décembre 1942

## Distribution
- Ralph Bellamy : Sir Edward Dominey / Baron Leopold von Ragenstein
- Evelyn Ankers : Lady Muriel Dominey
- Aubrey Mather : Sir Ronald Clayfair
- Edward Norris : Capt. Francois Bardinet
- Kaaren Verne : Baroness Stephanie Idenbraum
- Henry Daniell : Frederick Seamon
- Ludwig Stössel : Dr. Schmidt
- Mary Forbes : Lady Leslie Clayfair
- Rex Evans : Sir Tristram
- Charles Coleman : Mangan
- Rudolph Anders : Karl Hofmann
- Charles Irwin : Yardly